# 衔丽鱼属
銜麗魚屬，是條鰭魚綱䲁形目麗魚科下的一個屬。

## 分類
本屬屬於褶唇麗魚亞科，目前被認可的種如下：
- 大眼銜麗魚 Callochromis macrops
- 黑點銜麗魚 Callochromis melanostigma
- 胸斑銜麗魚 Callochromis pleurospilus